# May Pen
Pour les articles homonymes, voir May.
May Pen est la ville la plus importante de la paroisse de Clarendon, dans le comté de Midlesex en Jamaïque.